# Claudio Fariña
Claudio Valentín Fariña Gallardo (Puerto Natales, 29 de abril de 1972) es un periodista chileno. 

## Familia y estudios
Realizó sus estudios básicos en el Liceo Politécnico de su ciudad natal y más tarde tuvo que trasladarse a Punta Arenas para terminar la enseñanza media. A principios de los años '90, emigró a Santiago, a estudiar Derecho, pero tras dos años, se cambió a periodismo en la Universidad Gabriela Mistral.

## Carrera profesional
Una vez titulado, hizo su práctica en Televisión Nacional de Chile (TVN), donde empezó en el año 1996. Entre marzo de 2001 a enero de 2003 condujo el noticiero nocturno Medianoche de esta estación. Tuvo un breve paso por Chilevisión, en 2004, y volvió al Departamento de Prensa de TVN en marzo de 2005, donde se mantuvo hasta su despido el miércoles 31 de octubre de 2018.
También ha incursionado en radio, conduciendo Vía Exclusiva con Margarita Hantke en Radio Zero (2001), Primera Plana Matinal (2002-2004) y Los tiempos que corren (2003-2004) en Radio Chilena, Mañana será otro día con Rafael Cavada y Santiago Pavlovic en Radio Concierto (2008-2010), Trío en Agricultura con Carla Zunino y Francisco Aylwin en Radio Agricultura (2015-2018), Mesa de Noticias con Juan José Lavín en El Conquistador FM  (2019) y Universo Emprendedor con Iván Núñez en Radio Universo (2022-2023).

## Vida personal
Estuvo casado en segundas nupcias con la periodista Carla Zunino, con quien comenzó una relación en 2009 cuando todavía estaba casado y viviendo con su primera mujer. Fariña y Zunino se casaron en 2011 y tienen un hijo llamado Facundo.
En octubre de 2018, tras siete años de matrimonio, la pareja puso fin a su relación debido a los continuos episodios de alcoholismo y violencia intrafamiliar por parte de Fariña. En enero de 2020 Zunino denunció a Fariña por amenazas vía mensajes de texto en un contexto de violencia intrafamiliar, siendo formalizado durante ese año, donde se le prohibió acercarse a ella. En marzo de 2021 Fariña aseguró estar arrepentido de haber enviado dichos mensajes.

## Controversias
Claudio Fariña fue blanco de críticas por algunos de sus reportajes para el noticiero 24 Horas. Recibió críticas de Unicef por su reportaje «Los niños de la tragedia porteña», emitido el 15 de abril de 2014,  El Consejo Nacional de Televisión (CNTV) también formuló cargos a TVN por la nota de Fariña.
El periodista ha recibido críticas por la forma en que ha abordado temáticas relacionadas al mundo LGBTI. El 25 de junio de 2011 se emitió una nota de Fariña sobre la «Marcha por la igualdad», que comenzó con «In the Navy» de Village People y que estuvo marcada por estereotipos y preguntas incómodas a los asistentes a la manifestación. En un reportaje sobre «la decadencia» de Michael Phelps de agosto de 2016, se refirió a una expareja del nadador, Taylor Lianne Chandler, como «un hombre de nacimiento». La Fundación Iguales denunció públicamente a Fariña por su tratamiento a una mujer intersexual.

## Programas de televisión
- 24 Horas (1996-2001, 2003 y 2005-2018)
- Medianoche (2001-2003)
- Chilevisión Noticias Matinal (2004)